# Karlleopold Hitzfeld
Karlleopold Hitzfeld, auch Karl Leopold Hitzfeld (* 13. April 1898 in Friesenheim; † 18. März 1985 in Offenburg) war ein deutscher Heimatforscher, Historiker und Schulleiter.

## Leben
Karlleopold Hitzfeld besuchte die Lehrerbildungsanstalt in Freiburg, diente im Ersten Weltkrieg und wandte sich danach wieder dem Schuldienst zu. 1926 begann er in Freiburg ein Studium der Geschichte, Germanistik und Philosophie. Bei dem Mediävisten Heinrich Finke wurde er 1930 mit der Arbeit Studien zu den religiösen und politischen Anschauungen Friedrichs III. von Sizilien promoviert. Seine vorgesehene Habilitationsschrift konnte er aufgrund der Verhältnisse in der Wirtschaftskrise nicht vollenden. Er wechselte erneut in den Schuldienst und wurde Lehrer in Hornberg. Seither widmete er sich der Heimatkunde der Orte, an denen er tätig war. Von 1954 bis 1964 leitete er die Max-Jäger-Schule in Rastatt. 
Publizistisch trat er 1928 mit dem Beitrag Krise in den Bettelorden im Pontifikat Bonifaz VIII.? im Historischen Jahrbuch hervor. Er veröffentlichte zahlreiche Abhandlungen zur mittelalterlichen Geschichte vornehmlich im Umfeld von Ortenau und Offenburg, einige davon als Sonderdruck. So vertrat er z. B. seine These, dass Offenburg keine zähringische Gründung sei, und das Hornberger Schießen gar nicht stattgefunden hätte.
Von 1961 bis 1970 war er Schriftführer und Redakteur der Zeitschrift Die Ortenau des Historischen Vereins für Mittelbaden. 

## Schriften
- Studien zu den religiösen und politischen Anschauungen Friedrichs III. von Sizilien. Ebering, Berlin 1930. (Zugleich Freiburg im Breisgau, Universität, Dissertation, 1930). - Nachdruck: Kraus, Vaduz 1965.
- Die Flurnamen von Hornberg an der Schwarzwaldbahn. C. Winter Universitätsverlag, Heidelberg 1944.
- (Bearbeiter): Hornberg an der Schwarzwaldbahn. Vergangenheit und Gegenwart der Stadt des Hornberger Schießens. Stadtverwaltung, Hornberg 1970.